# Lombrifiltro

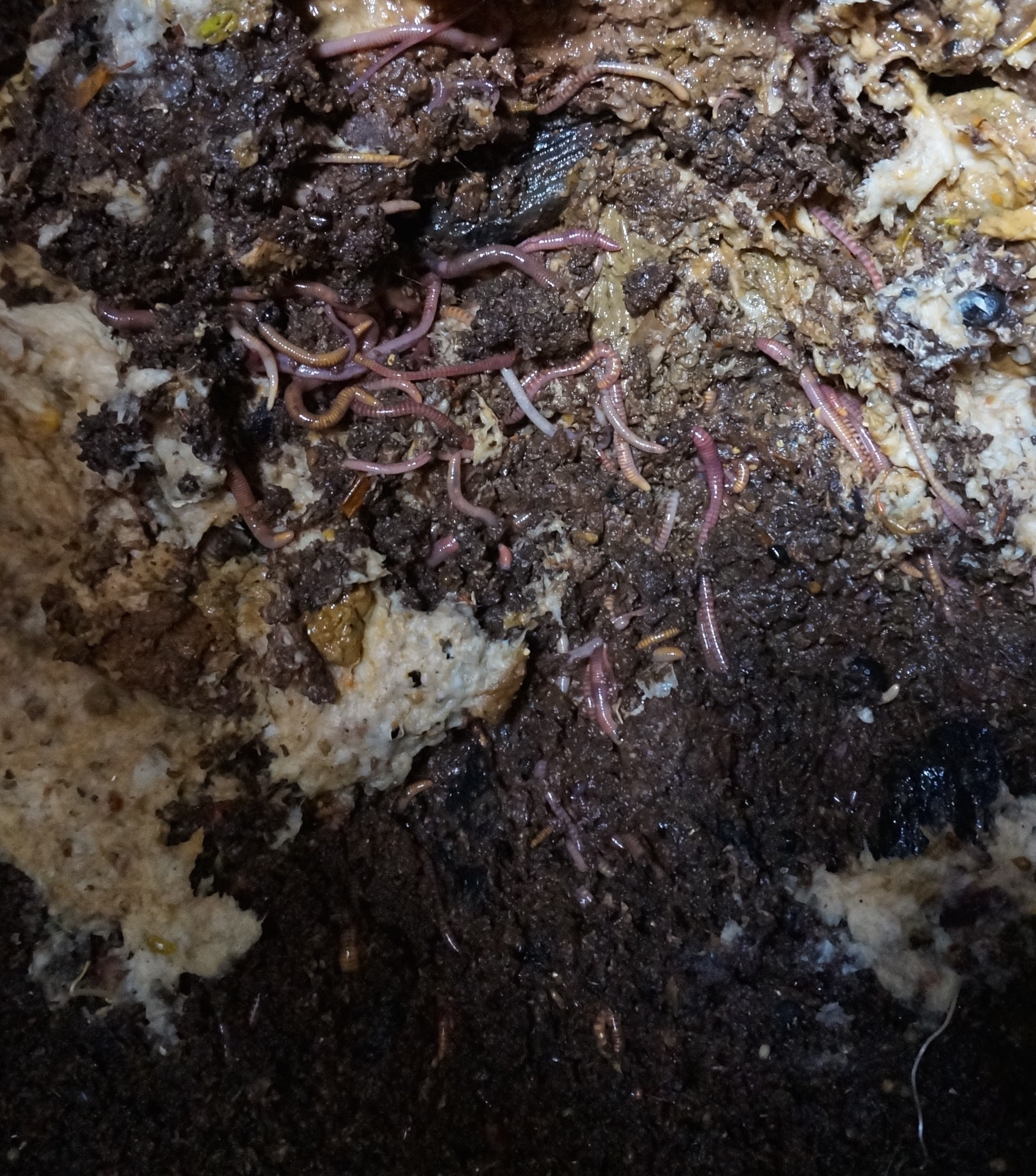
Un Lombrifiltro de aguas residuales domésticas, con los sólidos acumulados y las lombrices expuestas para que sean visibles.

Un lumbrifiltro (también vermi-digestor o vermifiltro) es un sistema de tratamiento aeróbico, que consiste en un reactor biológico que contiene medios que filtran la materia orgánica de las aguas residuales. Los medios también brindan un hábitat para las bacterias aeróbicas y las lombrices composteras que purifican las aguas residuales al eliminar los patógenos y la demanda de oxígeno. La percolación de las aguas residuales a través de los medios no inundados disuelve el oxígeno en las aguas residuales, asegurando que el entorno de tratamiento sea aeróbico para una rápida descomposición de las sustancias orgánicas.
Los lombrifiltros se usan más comúnmente para el tratamiento de aguas residuales domésticas y agroindustriales. Pueden utilizarse para el tratamiento primario, secundario y terciario de las aguas residuales, incluidas las aguas negras y grises en los sistemas in situ o las aguas residuales municipales en grandes sistemas centralizados.
Los lombrifiltros se utilizan cuando las aguas residuales requieren un tratamiento antes de ser descargadas de manera segura al medio ambiente. El efluente tratado puede disponerse en campos de infiltración superficiales o subterráneos. El material sólido (como heces y papel higiénico) es retenido, deshidratado y digerido por bacterias y lombrices de tierra hasta convertirse en humus que se integra en los medios de filtración. El líquido pasa a través de los medios de filtración donde los microorganismos aeróbicos adheridos biodegradan los patógenos y otros compuestos orgánicos, dando como resultado aguas residuales tratadas.
Este proceso es una opción de tratamiento aeróbico de aguas residuales de bajo costo. Debido a que no se requiere energía para la aireación, los lombrifiltros se pueden considerar sistemas de "tratamiento pasivo", aunque puede hacerse falta bombeo si el flujo por gravedad no es posible. Otra ventaja es su alta eficiencia respecto al espacio requerido.

## Terminología
Unos términos alternativos utilizados para describir el lombrifiltro incluyen biodigestor aeróbico, filtro biológico con lombrices de tierra o vermicompostaje húmedo. También puede describirse como un vermi-digestor y vermi-filtro percolador.
Cuando este tipo de sistema de saneamiento se usa para tratar solo las aguas negras, es decir la mezcla de excrementos y agua de inodoros de agua, se lo puede llamar un inodoro con lombrifiltro.

## Resumen
El lombrifiltro fue impulsado por primera vez en 1992 por Dr. José Tohá Castellá, investigador de la Universidad de Chile, como una tecnología sostenible de bajo costo adecuada para el tratamiento descentralizado de aguas residuales en áreas rurales. Ofrece un rendimiento de tratamiento similar a los de sistemas convencionales de tratamiento de aguas residuales descentralizados, pero con capacidades de procesamiento hidráulico potencialmente más altas.
Un lombrifiltro es un tipo de biofiltro o filtro percolador para el tratamiento de aguas residuales, pero con la adición de lombrices para mejorar la eficiencia del tratamiento. Se proporciona un entorno aeróbico y un sustrato húmedo que facilita el crecimiento de microorganismos en forma de biopelícula. Estos microorganismos realizan la degradación bioquímica de la materia orgánica presente en las aguas residuales. Las lombrices de tierra regulan la actividad y la biomasa microbiana mediante el pastoreo directo o indirecto de los microorganismos. La biopelícula y la materia orgánica consumida por las lombrices de compostaje son convertidos biológicamente en humus de lombriz, que se incorpora al sustrato del medio, aumentando lentamente su volumen. Cuando esto se acumula, se lo puede llevar y aplicar a los campos como enmienda para mejorar la fertilidad y la estructura del suelo.
Los microorganismos presentes son heterótrofos y autótrofos. Los heterótrofos son importantes en la oxidación del carbono (descomposición), mientras que los  autótrofos son importantes en la nitrificación.
Como resultado de las reacciones de oxidación, la biodegradación y la estimulación microbiana por acción enzimática llevan a cabo la descomposición de la materia orgánica y la destrucción de patógenos en el lombrifiltro. En un estudio en el que se trataron aguas residuales municipales en un lombrifiltro, las proporciones de depuración fueron las siguientes: la demanda bioquímica de oxígeno (DBO5) un 90 %; la demanda química de oxígeno (DQO) un 85 %; los sólidos suspendidos totales (SST) un 98 %; el nitrógeno amoniacal un 75 %; y las bacterias coliformes fecales a un nivel que cumple con las pautas de la Organización Mundial de la Salud para la reutilización segura en cultivos.

## Tipos de procesos
Los lombrifiltros pueden utilizarse  para el tratamiento primario, secundario y terciario de aguas negras y grises .

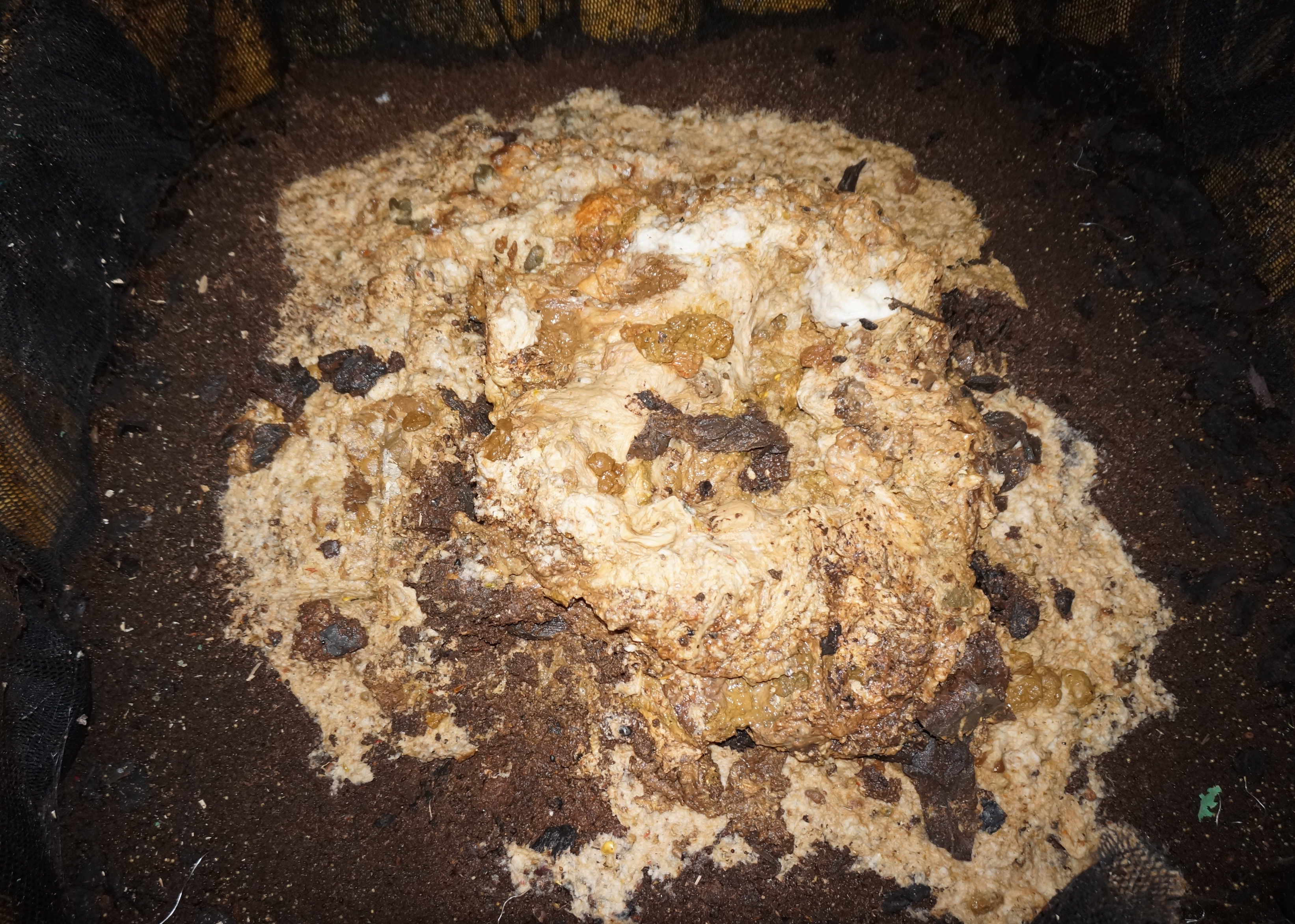
Un lombrifiltro doméstico de tratamiento primario con la acumulación de sólidos (heces y papel higiénico) en la superficie sobre una capa de humus de lombriz (superficie 1m ^{2}).

Un lombrifiltro puede utilizarse para el tratamiento primario aeróbico de aguas negras domésticas. Las aguas negras sin tratar ingresan a un espacio ventilado superior, encima del lecho de medio filtrante. Los sólidos se acumulan en la superficie del lecho del filtro mientras que los líquidos se drenan a través del medio filtrante y se descarga del reactor. Los sólidos (heces y papel higiénico) son digeridos aeróbicamente por las bacterias aeróbicas y las lombrices de compostaje y convertidos en humus de lombriz, lo que reduce significativamente el volumen de la materia orgánica.

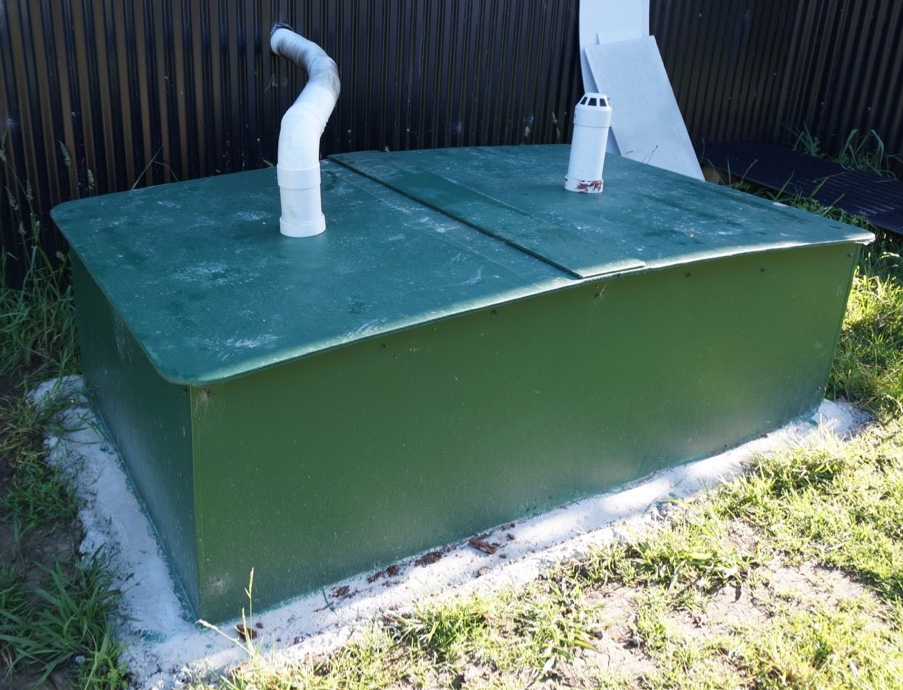
Un lombrifiltro de tratamiento primario de dos cámaras, que recibe las aguas negras de un inodoro doméstico.

Los reactores de lombrifiltro de tratamiento primario son diseñados para digerir el material sólido, como el que se encuentra en las aguas residuales sin tratar. Los reactores paralelos de dos cámaras ofrecen la ventaja de poder dejar que una de ellas descanse, mientras que la otra está activa, para facilitar la recolección higiénica del humus con niveles reducidos de patógenos.
Las lombrices digieren activamente el material orgánico sólido. Con el tiempo, se alcanza un equilibrio en el que el volumen digerido por una población estable de lombrices es igual al volumen de entrada de residuos sólidos. Los factores estacionales y ambientales (como la temperatura) y los volúmenes de entrada variables pueden causar la acumulación de desechos sólidos en forma de pila. Aunque el oxígeno esté excluido del centro de este montón húmedo, las lombrices trabajan de afuera hacia adentro e introducen el aire necesario en la pila para cumplir con sus requisitos nutricionales. Este amortiguador de recursos alimentarios garantiza que los lombrifiltros de tratamiento primario tengan un nivel de resiliencia y confiabilidad, siempre que se proporcione espacio para que se acumule una pila. Hay evidencia de que el ambiente húmedo facilita la digestión de los desechos sólidos por parte de las lombrices. El volumen de humus de lombriz aumenta lentamente y, en ocasiones, es necesario sacar parte del humus del reactor de tratamiento primario.
El tratamiento primario de aguas negras mixtas húmedas también puede incluir aguas grises que contienen restos de comida, grasas y otros desechos biodegradables . El material sólido se reduce a humus estable, con una reducción del volumen de hasta la décima parte.
El proceso produce aguas negras tratadas primariamente, con gran parte del material orgánico sólido eliminado del efluente. Debido a que el efluente líquido se descarga casi inmediatamente al ingresar al digestor, poco oxígeno es consumido durante esta etapa de filtración. Por lo tanto, el efluente todavía presenta una demanda de oxígeno, la que se puede resolver con reactores de lombrifiltro de tratamiento secundario. Los lombrifiltros de tratamiento primario brindan un nivel de tratamiento similar al de un tanque séptico, pero en menos tiempo porque la digestión de sólidos por lombrices se lleva a cabo rápidamente en un ambiente aeróbico.
El efluente puede descargarse directamente en el suelo mediante un campo de drenaje o se lo somete a un tratamiento secundario antes de ser utilizado para el riego superficial o subsuperficial de suelos agrícolas, forestales o de jardinería.

### Tratamiento secundario

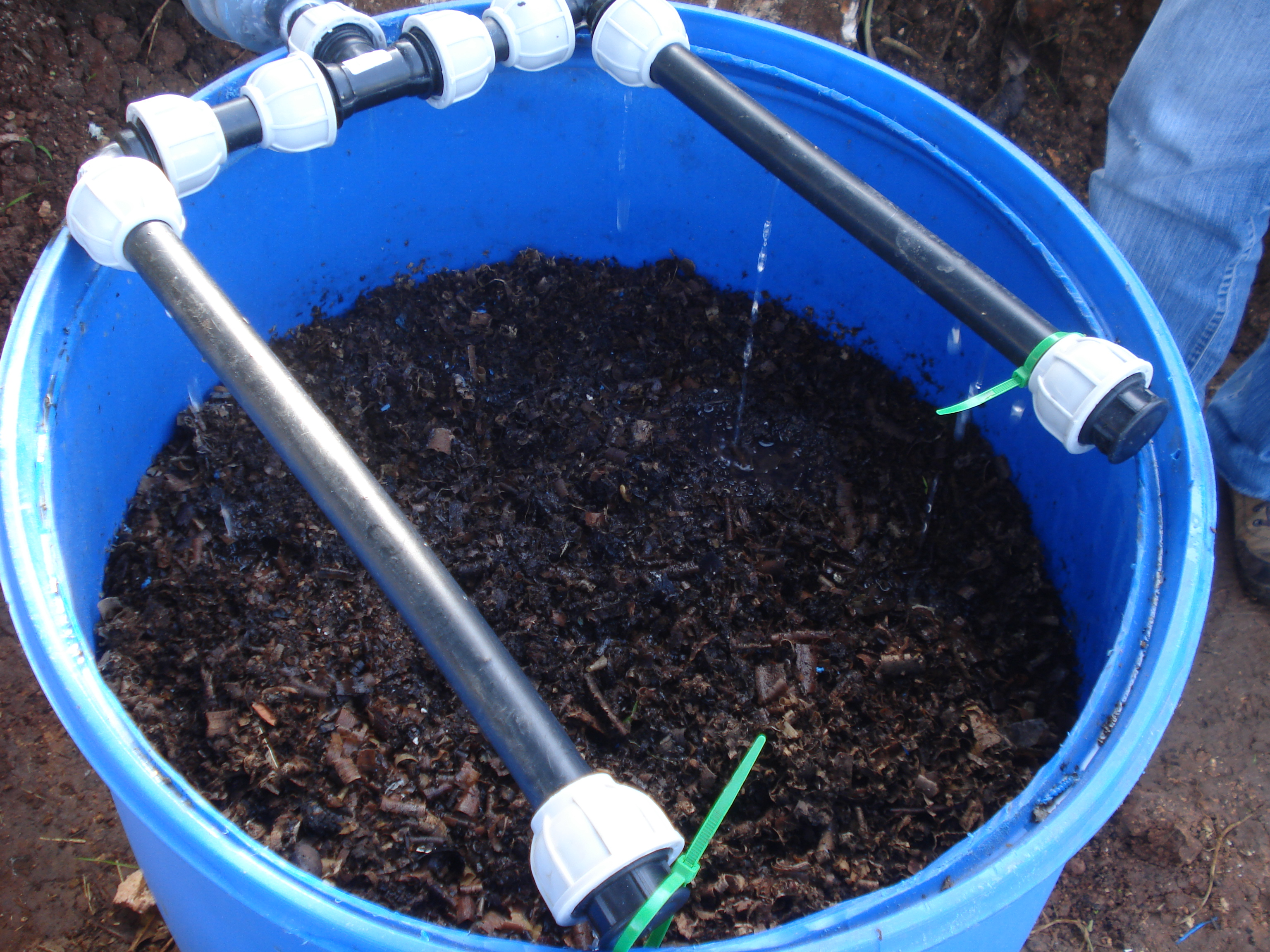
Un lombrifiltro doméstico de tratamiento secundario para aguas residuales, mostrando unos goteros para distribuir el agua más uniformemente.

Los lombrifiltros de tratamiento secundario y terciario pueden estar debajo del primario en una sola torre, pero normalmente son reactores apartes, donde varios reactores pueden conectarse en serie. El drenaje dentro del reactor es proporcionado por medios filtrantes colocados de acuerdo con su conductividad hidráulica y su permeabilidad. El material filtrante retiene las partículas sólidas presentes en las aguas residuales efluentes, aumenta el tiempo de retención hidráulica y también proporciona un hábitat adecuado para sostener una población de lombrices composteras. Esta población requiere niveles adecuados de humedad dentro del medio filtrante, pero también niveles adecuados de drenaje y oxígeno.
En los reactores de lombrifiltro de tratamiento secundario y terciario, se pueden utilizar aspersores o goteros, para distribuir las aguas más uniformemente (ver imagen).
Los factores hidráulicos (tiempo de retención hidráulica, tasa de carga hidráulica y tasa de carga orgánica) y factores biológicos (cantidad de lombrices, niveles de biopelícula) pueden influir en la eficiencia del tratamiento.

## Diseño

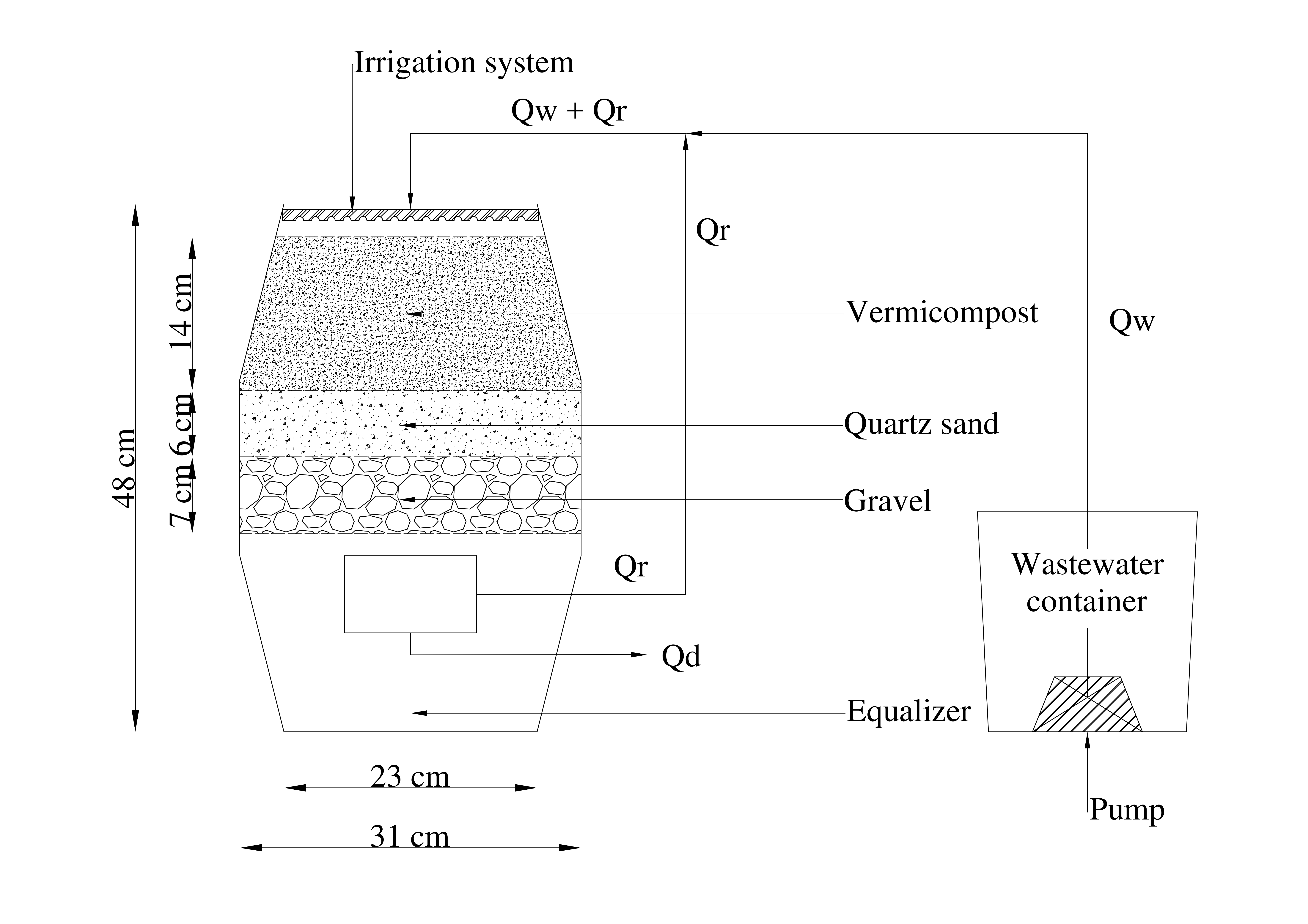
Ejemplo de la sección transversal de un lombrifiltro realizado en un barril. El material filtrante orgánico se incluye dentro de lo que se denomina "vermicompost". El efluente también podría simplemente drenarse por gravedad.

Los lombrifiltros son reactores cerrados armados con materiales duraderos que eliminan la entrada de roedores, generalmente plástico u hormigón. La ventilación debe ser suficiente para garantizar un entorno aeróbico para las lombrices y los microorganismos, al mismo tiempo que inhibe la entrada de moscas. La temperatura dentro del reactor debe mantenerse dentro de un rango adecuado para las especies de lombrices de compost utilizadas.

### Entrada influyente
La entrada de aguas servidas es desde arriba del medio filtrante. Los inodoros de descarga completa pueden tener el punto de entrada en el costado del reactor, mientras que los inodoros de microdescarga, debido a que no proporcionan suficiente agua para transportar los sólidos a través de las tuberías de alcantarillado, generalmente se instalan directamente sobre el reactor. Para los reactores de tratamiento primario, se debe proporcionar suficiente espacio vertical para el crecimiento de la pila. Esto depende del volumen de sólidos en el afluente y de la presencia de materiales de descomposición más lenta, como el papel higiénico. 

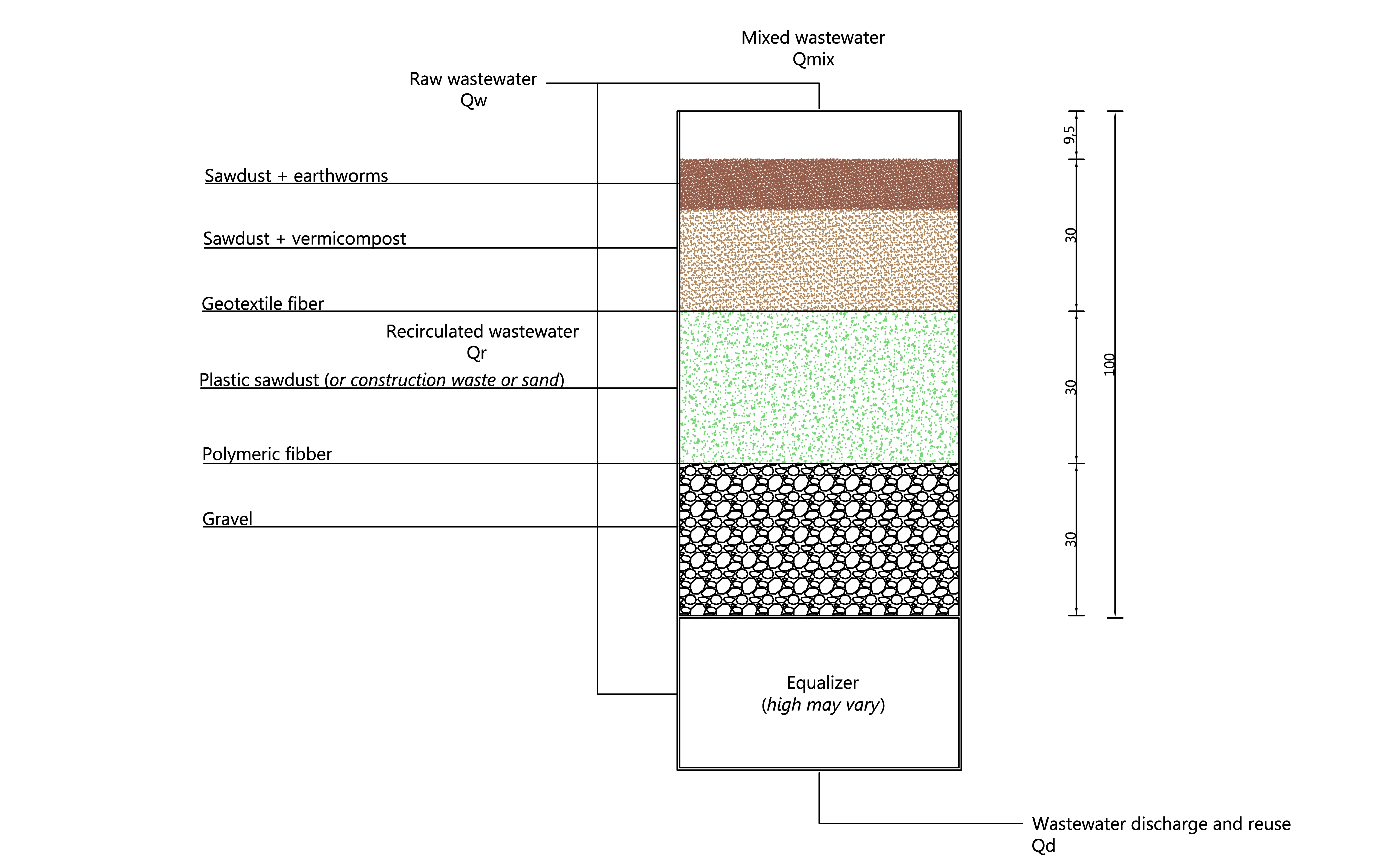
Otro ejemplo. Tenga en cuenta el uso aquí de geomembranas u otras telas sintéticas para separar las capas (aserrín+lombrices, aserrín+humus, tela, arena o aserrín de plástico, tela, grava). A veces, se recicla el agua más de una vez, para lograr un efluente más limpio.

### Sustrato filtrante
El medio filtrante proporciona un drenaje a través del reactor, con el doble propósito de retener el material orgánico sólido en la parte superior y, al mismo tiempo, proporcionar un hábitat adecuado para sustentar una población de lombrices composteras. Se requiere un nivel adecuados de humedad, junto con un buen drenaje y condiciones aeróbicas.
Los reactores de lombrifiltro pueden consistir en una sola sección rellenada solo con medios orgánicos, o hasta tres secciones de filtro que comprenden una capa superior orgánica que proporciona un hábitat para las lombrices de tierra, una capa inorgánica de arena y una capa inferior de grava. El filtro se asienta sobre un sumidero o capa de drenaje de grava gruesa, rocas o serpentín de drenaje de plástico permeable donde el efluente tratado se descarga y/o recircula hacia la parte superior del reactor. Alternativamente, el medio filtrante puede suspenderse sobre el sumidero en una canasta. A veces, se usa una tela geotextil sintética para retener el medio filtrante en su lugar sobre la capa de drenaje. Para permanecer aeróbico, se debe proporcionar una ventilación adecuada, junto con una salida para que se drene el efluente líquido.

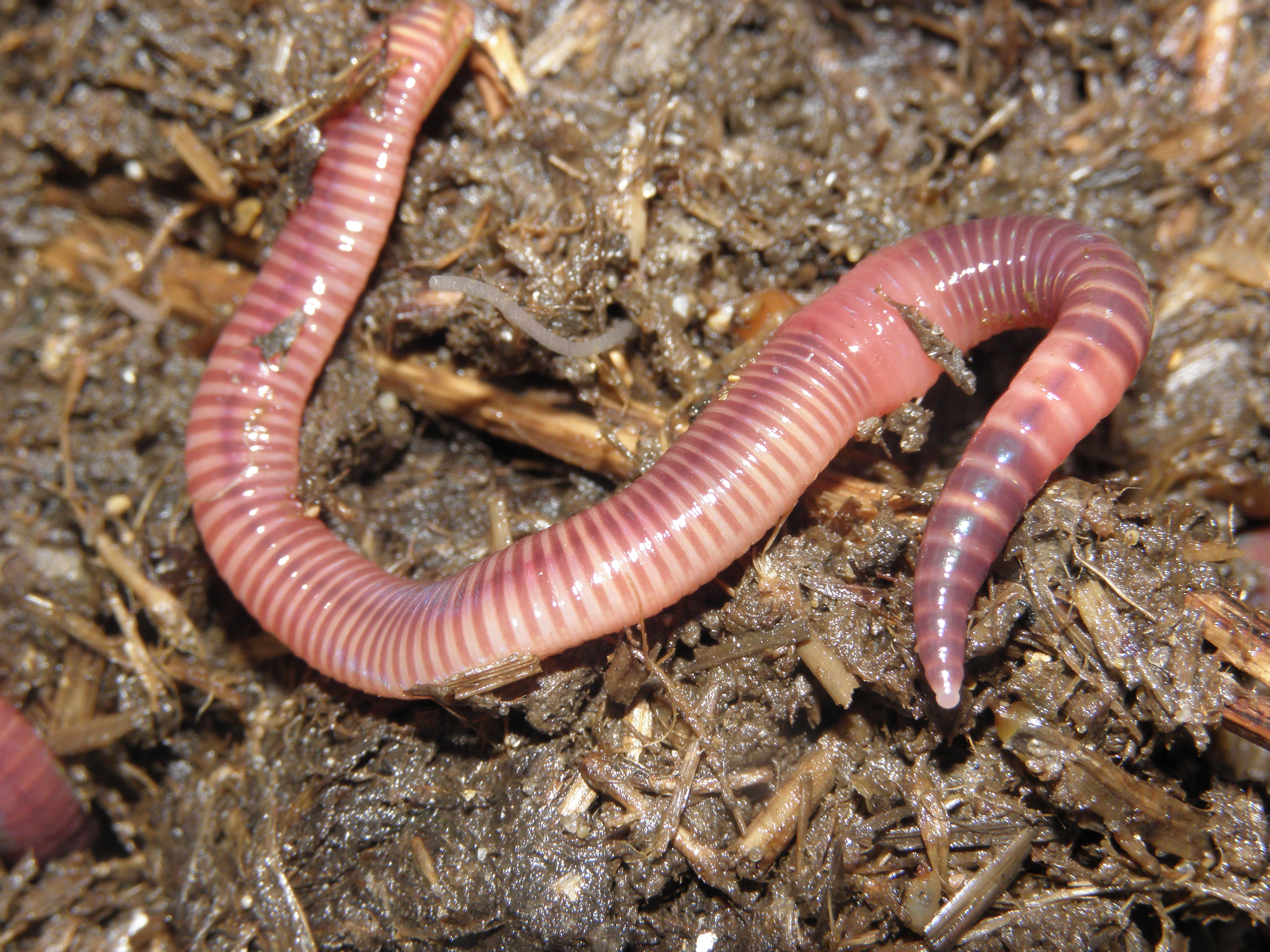
Se pueden utilizar diferentes especies de lombrices de compostaje, incluida Eisenia foetida.

Es común incluir aserrín, astillas de madera, fibra de coco, corteza, turba y paja en la capa orgánica. En la capa inorgánica, en cambio, es común usar grava, arena de cuarzo, piedras redondas, piedra pómez, bolas de barro, bolas de vidrio y carbón. El área superficial y la porosidad de estos materiales filtrantes influyen en el rendimiento del tratamiento. Los materiales de baja granulometría (partículas pequeñas) y gran área superficial pueden mejorar el rendimiento del lombrifiltro pero dificultan su drenaje.

## Dimensionamiento
Los lombrifiltros pueden construirse como sistemas de una sola torre o como reactores separados por etapas (ya sea mediante gravedad o bombeo) para el tratamiento de aguas residuales de acuerdo con los requisitos de diseño (tratamiento primario, secundario y terciario). Más etapas pueden aumentar el grado de tratamiento porque los sistemas de etapas múltiples proporcionan condiciones aeróbicas acumulativas adecuadas para la nitrificación de amonio y la eliminación de DQO .

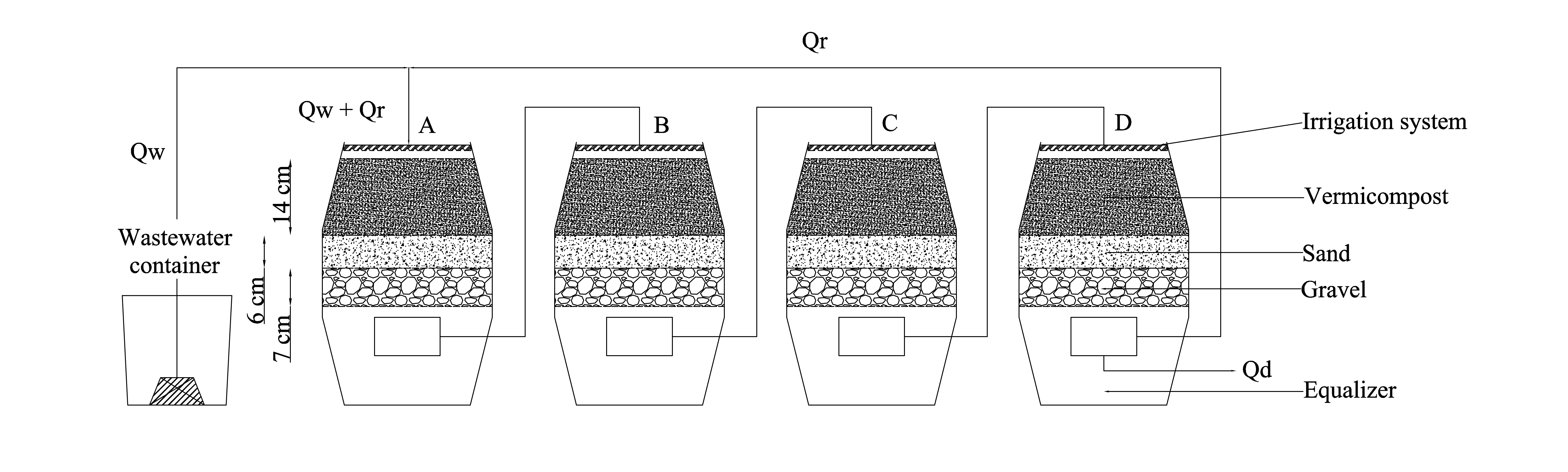
Para un mayor grado de tratamiento, los lombrifiltros pueden disponerse en serie. (Este esquema indica la recirculación del efluente para mayor tratamiento, pero también estaría listo para diferentes usos productivos.)

Los parámetros de diseño de los lombrifiltros incluyen la densidad de población de lombrices (aunque con el tiempo la población de lombrices tiende a automoderarse), la composición del medio filtrante, la tasa de carga hidráulica, el tiempo de retención hidráulica y tasa de carga orgánica, todos afectando la calidad del efluente. El tiempo de retención hidráulica es el tiempo real que el agua residual está en contacto con el medio filtrante y está relacionado con la profundidad del reactor (que puede aumentar con el tiempo debido a la acumulación de lombrices), el volumen del reactor y el tipo de material utilizado (porosidad). El tiempo de retención hidráulica determina un tope para la tasa de entrada de aguas residuales.
En principio, siempre que el ambiente sea aeróbico, mientras más tiempo permanezcan las aguas residuales dentro del filtro, mayor será la eficiencia de eliminación de DBO5 y DQO, pero a expensas de la carga hidráulica. Las aguas residuales requieren suficiente tiempo de contacto con la biopelícula para permitir la adsorción, transformación y reducción de contaminantes. La tasa de carga hidráulica es un parámetro de diseño esencial, que consiste en el volumen de aguas residuales que un lombrifiltro puede tratar razonablemente en un período de tiempo determinado. Para un sistema dado, las tasas de carga hidráulica más altas harán que el tiempo de retención hidráulica disminuya y, por lo tanto, reduzca el nivel de tratamiento. La tasa de carga hidráulica puede depender de parámetros como la estructura, la calidad del efluente y la densidad aparente del empaque del filtro, junto con el método de aplicación del efluente. Los valores comunes del tiempo de retención hidráulica en estos sistemas oscilan entre 1 y 3 horas. Las tasas de carga hidráulica comúnmente varían entre 0,2 m3 m−2 día −1, 3,0 m3 m−2 día −1 o 10-20 g L −1 La tasa de carga orgánica se define como la cantidad de materia orgánica soluble y en partículas (como DBO5 ) por unidad de área por unidad de tiempo.
La eficiencia del tratamiento está influenciada por la salud, la madurez y la abundancia de las lombrices. Las densidades varían comúnmente entre 10 y 40 g L-1 de material de empaque del filtro.
Las lombrices mejoran la eficiencia del tratamiento, en particular la eliminación de DBO5, SST y NH4+. Esto se debe a que las lombrices liberan materia orgánica en el medio filtrante y estimulan la mineralización de nitrógeno. El humus de lombriz aparentemente contiene sustancias que contribuyen a una mayor eliminación de DBO5.

## Operación y mantenimiento

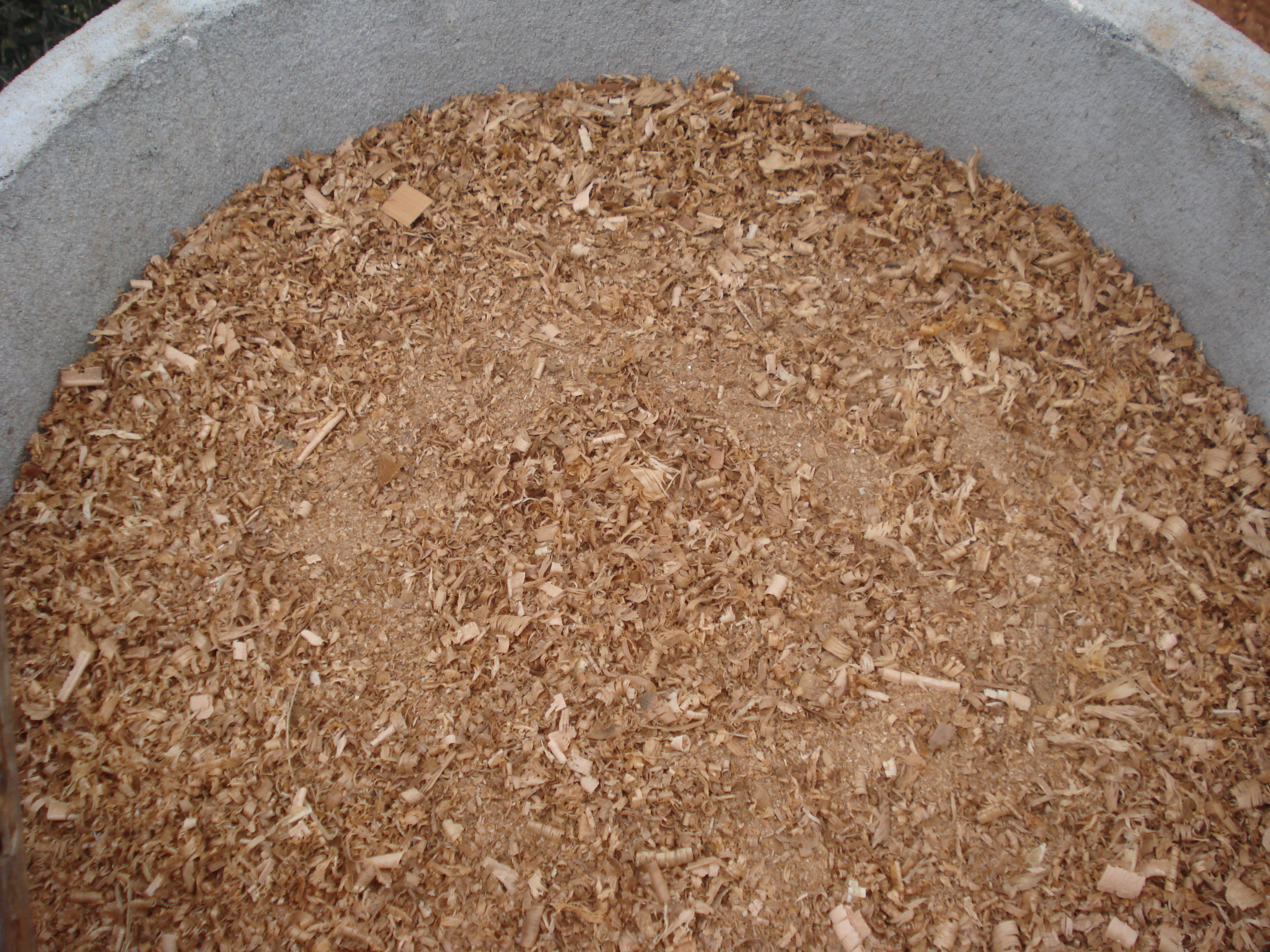
Aserrín

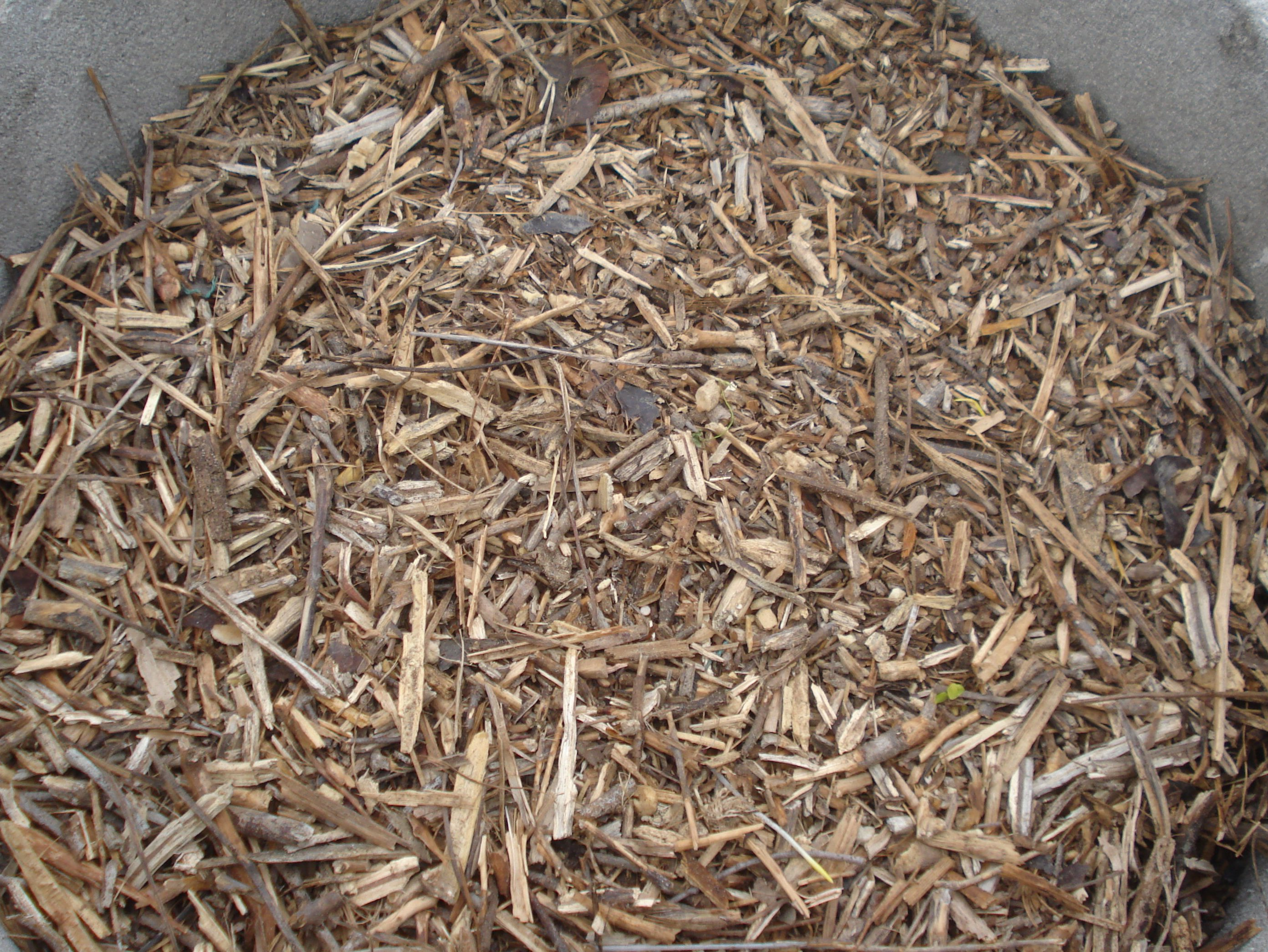
Ramas trituradas de olivo

Un lombrifiltro requiere poco mantenimiento mecánico y manual y, cuando funciona por gravedad, no necesita insumos de energía. En caso de se quiere mejorar la calidad del efluente mediante la recirculación, haría falta una bomba.
De vez en cuando, se agrega más material filtrante orgánico (e.g., aserrín), a medida que se descompone. También se cosecha el humus cuando se va llenando el espacio disponible.

## Ejemplos
- Construcción de lombrifiltros domésticos primarios y secundarios con materiales de fácil acceso.[2]
- Un inodoro doméstico en el cual se bota el agua manualmente, con un lombrifiltro debajo y la infiltración directa del efluente en el suelo, se denomina un "Inodoro Tigre" y ha sido probado por Bear Valley Ventures y Primove Infrastructure Development Consultants en la India rural. A diferencia de una letrina de hoyo, se encontró que prácticamente no hubo acumulación de materia fecal durante un período de un año. En el efluente hubo una reducción del 99% de coliformes fecales. La satisfacción del usuario es alta, gracias a la ausencia de malos olores.[10][33] Este sistema se comercializa en India, donde más de 2000 fueron instalados hasta mayo de 2017.[34]
- Oxfam también promueve los "Inodoros de Lombriz Tigre" como una solución de saneamiento en campos de refugiados, barrios marginales y áreas periurbanas en África, por ejemplo en Liberia .[35]
- El Proyecto de Ayuda Sostenible de Ghana (GSAP) con el apoyo de Providence College en los EE. UU. y la Universidad de Ghana están comercializando sistemas de inodoros de baja descarga con lombrifiltros e infiltración directo en el subsuelo de Ghana y otros países africanos.[cita requerida]
- Biofilcom es una empresa activa en Ghana que comercializa el proceso con el nombre de "Biofil Digester".[cita requerida]
- En Australia y Nueva Zelanda, existen numerosos proveedores que ofrecen sistemas de lombrifiltros para el tratamiento de aguas grises y/o aguas negras domésticas, con eliminación primaria de efluentes tratados en campos de drenaje. Los ejemplos incluyen Wormfarm, Zenplumb, Naturalflow, SWWSNZ y Autoflow.[cita requerida]
- Daniel Bland o hace lombrifiltros y compostaje con lombrices en Argentina y comparte muchos videos informativos.